# 拉斯布埃爾塔斯
拉斯布埃爾塔斯（西班牙語：Las Vueltas），是薩爾瓦多的城鎮，位於該國西北部，由查拉特南戈省負責管轄，面積36.83平方公里，海拔高度826米，2007年人口940，人口密度每平方公里25.52人。
14°06′N 88°53′W / 14.100°N 88.883°W